# 常総筑波鉄道キハ500形気動車
常総筑波鉄道キハ500形気動車（じょうそうつくばてつどうキハ500がたきどうしゃ）は、常総筑波鉄道（関東鉄道の前身）が1959年（昭和34年）に導入した気動車である。
それまでの常総筑波鉄道の車両と比較して、いくつか新機軸が盛り込まれた車両である。5両のうち2両は同社初の空気ばね台車装備で、この2両はキハ504形として区分されている。

## 車両概説
本節では、登場当時の仕様を記述する。
キハ500形は全長18,100 mmの全金属製「日車標準車体」で、全幅は2,860 mmである。
側面の扉は、同社の車両としては初めてステップが廃止された。本形式の導入と同時に、常総線・筑波線のホーム基準面の高さは910 mmとされた。側面の窓はバス窓と呼ばれる上段をHゴムで固定した窓である。車内の座席配置はセミクロスシートである。
走行用機関は、床面を下げるという目的で、日野自動車製のバス用ディーゼルエンジンであるDS40B2形を採用、液体変速機も新潟コンバータ製のDB-100形を使用した。また、本形式は初めて総括制御車として導入され、以後同社の車両で総括制御化が進められる端緒となった。
台車は、いずれも日本車輌製造のウイングばね式オイルダンパ付台車で、いずれも固定軸距は2,100 mm、車輪径は860 mmである。動力台車が金属ばね台車がNA6形で空気ばね台車がNA302形、付随台車は金属ばね台車がNA6T形で空気ばね台車がNA302T形である。空気ばね台車は同社では初採用で、枕ばねにダイアフラム形空気ばねを採用した。

## 運用

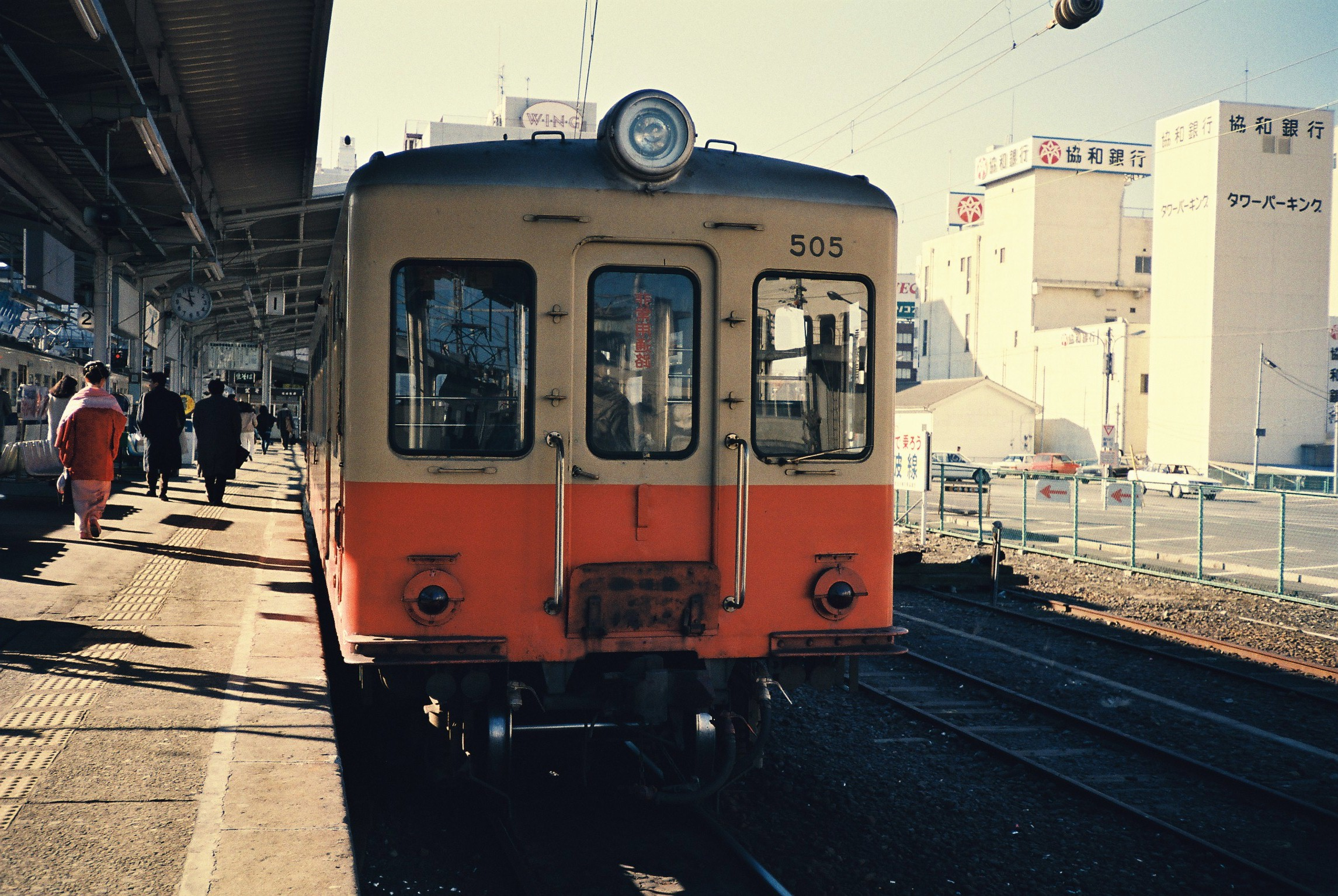
筑波鉄道キハ505（1987年1月、土浦駅）

1959年（昭和34年）9月に日本車輌製造東京支店にて5両が同時に新製され、全車両が筑波線（真鍋機関区）に配置された。入線当初は501と502が空気ばね台車で、503以降は金属ばね台車であったが、入線後すぐに501・502と504・505は車両番号を入れ替え、空気ばね台車はキハ504形504・505として区分された。
501・502は1963年（昭和38年）2月から4月にかけて常総線（水海道機関区）に転属、1968年（昭和43年）1月に座席をロングシートに改造し、同時に機関を横型機関のDMH17Hに、変速機をTC-2に換装されている。一方、筑波線に残った3両については、1976年1月に機関をDMH17Hに、変速機をTC-2Aに換装している。
1979年（昭和54年）の筑波鉄道分離後もそのまま両社に継承され、1987年（昭和62年）の筑波鉄道廃止時に503 - 505は関東鉄道常総線で再度使用するために水海道機関区に運ばれたが、傷みが酷くそのまま廃車。501・502もキハ350系（旧国鉄/JRキハ35形）の大量譲受によって1991年（平成3年）に廃車となった。

### 書籍
- 森本富夫、諸河久『私鉄の車両8 関東鉄道』保育社、1985年。ISBN 4586532084。

### 雑誌記事
- 「ディーゼル王国 関東鉄道」『鉄道ジャーナル』第246号、鉄道ジャーナル社、1987年5月、81-90頁。